# Între oglinzi paralele
Între oglinzi paralele este un film românesc din 1979 regizat de Mircea Veroiu. Rolurile principale au fost interpretate de actorii Ion Caramitru, Ovidiu Iuliu Moldovan, George Constantin și Elena Albu.

## Rezumat
Filmul este inspirat din Ultima noapte de dragoste, întâia noapte de război, Patul lui Procust și Jocul ielelor de Camil Petrescu.
Viața a doi prieteni, Ștefan și Gore, este dată peste cap după izbucnirea Primului Război Mondial.

## Distribuție
Distribuția filmului este alcătuită din:
- Ion Caramitru — Ștefan Gheorghidiu, student la Facultatea de Filozofie
- Ovidiu Iuliu Moldovan — Gore, ziarist socialist, prietenul lui Ștefan
- George Constantin — Nae Gheorghidiu, deputat liberal, unchiul lui Ștefan
- Elena Albu — Ela, soția lui Ștefan Gheorghidiu
- Dorel Vișan — Lumânăraru, om de afaceri, directorul uzinei metalurgice
- Rodica Tapalagă — Aurelia Slătineanu, verișoara lui Ștefan
- Fory Etterle — Tache Gheorghidiu, unchiul bătrân al lui Ștefan
- Virgil David — Dan Nestor, diplomat și sportiv, curtezanul Elei
- Corado Negreanu — nea Teodosiu, muncitor tipograf, fosta gazdă a lui Gore
- Adrian Pintea — George Praida, activist socialist, prietenul lui Gore
- Cornel Ciupercescu — Mărculescu, avocatul unchiului Tache
- Ion Henter
- Zephi Alșec — Iorgu Slătineanu, soțul Aureliei
- Eugenia Bosînceanu — soția lui nea Teodosiu
- Tatiana Iekel — soția lui Nae Gheorghidiu
- Boris Petroff (menționat Boris Petrof)
- Ion Igorov — patronul sticlăriei
- Lia Șahighian
- Ruxandra Sireteanu — rudă a lui Ștefan Gheorghidiu
- Irina Bârlădeanu
- Ion Niciu — invitat la balul lui Nae Gheorghidiu, curtezanul Aureliei
- Elena Sereda — mama lui Ștefan Gheorghidiu
- Vasile Muraru — Vasile, ucenic tipograf (menționat Vasile Murariu)
- Nicolae Grigore Bălănescu
- Cătălina Rusu
- Costache Diamandi — deputat din opoziție
- Constantin Florescu
- Mircea Dascaliuc
- Ion Colan
- Nicu Brînzea
- Mircea Florian
- Cristiana Nicolae
- Constantin Zărnescu
- Ion Chelaru (menționat Ioan Chelaru)
- Ion Anghelescu-Moreni
- Traian Zecheru
- Vera Varzopov
- Emil Reisenhauer (menționat Emil Reisenauer)
- Gabriel Cristescu
- Petre Gheorghiu-Goe
- Dumitru Dimitrie

## Producție
Filmările au loc în perioada iunie – august 1978. Cheltuielile de producție s-au ridicat la 4.807.000 lei.

## Primire
Filmul a fost vizionat de 1.242.190 de spectatori în cinematografele din România, după cum atestă o situație a numărului de spectatori înregistrat de filmele românești de la data premierei și până la data de 31 decembrie 2014 alcătuită de Centrul Național al Cinematografiei.